# Хати Макданијел
Хати Макданијел (енгл. Hattie McDaniel) је била америчка глумица, рођена 10. јуна 1895. године у Вичити (Канзас), а преминула 26. октобра 1952. године у Вудленд Хилсу (Калифорнија).